# Иванов, Илья Иванович (конструктор)

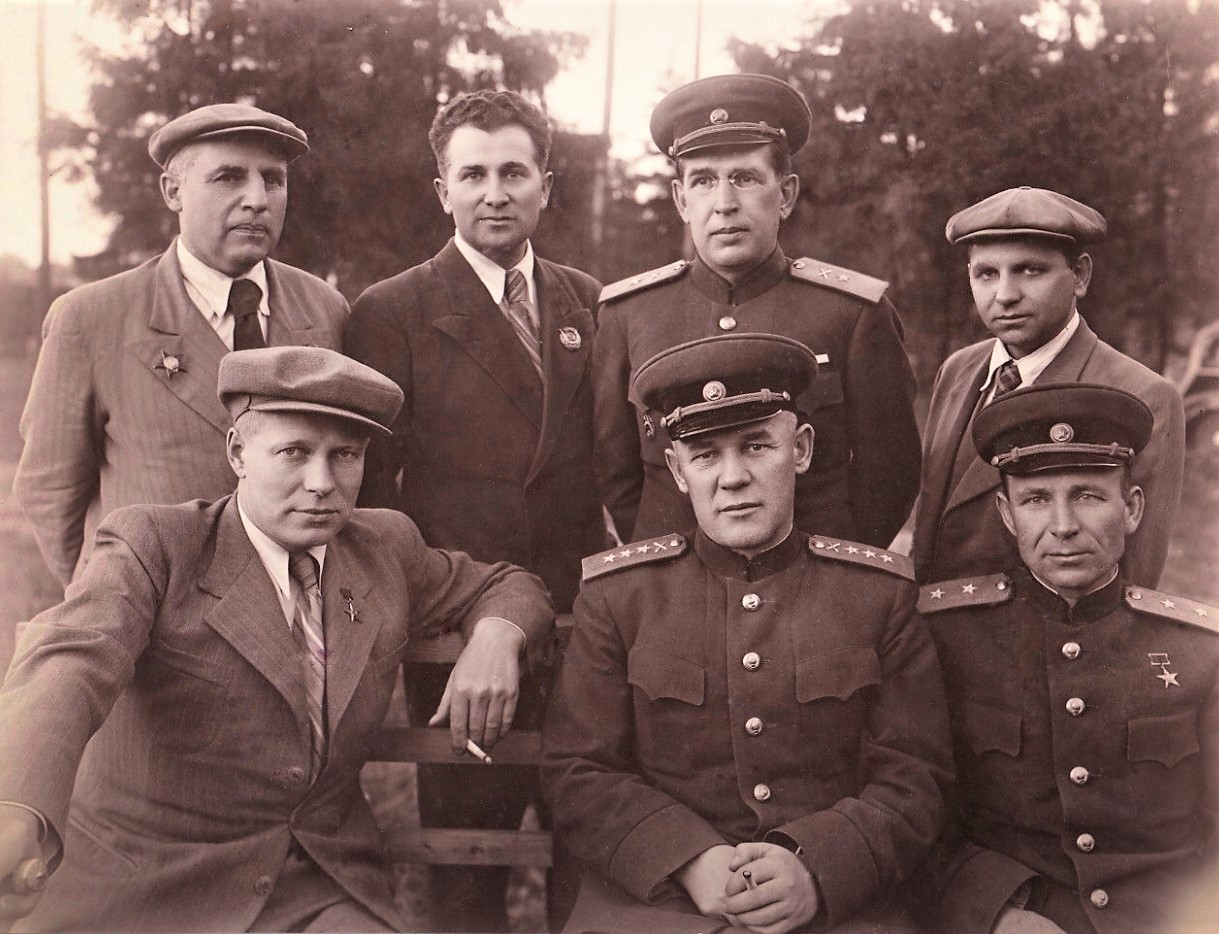
Подлипки. Центральное артиллерийское конструкторское бюро. Организаторы артиллерийского производства. В первом ряду слева направо: Нарком вооружения СССР Герой Социалистического труда Д. Ф. Устинов, начальник Главного артиллерийского управления РККА генерал-полковник Н. Д. Яковлев, первый заместитель начальника и Главного конструктора Центрального артиллерийского конструкторского бюро Герой Социалистического Труда генерал-лейтенант инженерно-технической службы И. И. Иванов. Июль 1943

Илья Иванович Иванов (1 [13] августа 1899, Брянск — 2 мая 1967, Ленинград) — советский конструктор артиллерийского вооружения. Герой Социалистического Труда (1940). Лауреат двух Сталинских премий (1943, 1946). Действительный член Академии артиллерийских наук (20.09.1946). Доктор технических наук (1941). Профессор (1939). Заслуженный деятель науки и техники РСФСР (1957). Генерал-лейтенант инженерно-артиллерийской службы (1942, с 1952 — генерал-лейтенант инженерно-технической службы).

## Биография
В августе 1917 успешно сдал экзамены и поступил на казённую вакансию в Техническое артиллерийское училище в Петербурге. В ноябре 1917 занятия в училище были приостановлены и уехал к родителям в Брянск, где занимался сапожным ремеслом. На военной службе в РККА с июля 1918 г.: курсант Петроградских артиллерийско-технических курсов, с апреля 1921 г. — курсант Петроградской артиллерийско-технической школы. В годы Гражданской войны в мае-августе 1919 участвовал в обороне Петрограда от войск Юденича в качестве связиста-телеграфиста стрелковой роты. В мае-октябре 1921 г. — штатный преподаватель Георгиевских курсов артиллерийских мастеров, Северо-Кавказский военный округ.
С октября 1921 г. — слушатель Артиллерийской академии. После окончания академии с апреля 1928 — инженер конструкторского бюро завода № 7 им. М. В. Фрунзе Орудийно-арсенального треста в Ленинграде. С февраля 1929 — инженер-конструктор, затем старший инженер-конструктор — руководитель группы на заводе «Большевик» в Ленинграде. С сентября 1930 вел научную и педагогическую работу: преподаватель прикладной механики (до мая 1932 по совместительству) и заведовал кафедрой проектирования артиллерийских систем в Военной академии им. Ф. Э. Дзержинского, и одновременно (с осени 1931) руководил аналогичной кафедрой в Ленинградском военно-механическом институте.
С мая 1932 — в Артиллерийской академии им. Ф. Э. Дзержинского: руководитель специального технического цикла, с марта 1933 — преподаватель специального технического цикла, с марта 1935 — начальник кафедры артиллерийского вооружения. С мая 1937 — начальник конструкторского бюро и главный конструктор завода № 232 (завод «Большевик») в Ленинграде. В ноябре 1938 — марте 1939, в июне 1939 г., в октябре-декабре 1939 г. находился в командировке в Чехословакии в составе приемочной комиссии наркомата вооружения. С мая 1939 — главный конструктор завода № 221 (завод «Баррикады») в Сталинграде. В сентябре 1942 г. совместно с Грабиным В. Г. основал Центральное артиллерийское конструкторское бюро (ЦАКБ) в г. Калининграде Московской области и был назначен заместителем начальника ЦАКБ.

В 1943 году вместе с коллективом передал присуждённую ему Сталинскую премию в Фонд обороны:
ПРЕДСЕДАТЕЛЮ СОВЕТА НАРОДНЫХ КОМИССАРОВ СОЮЗА СССР МАРШАЛУ СОВЕТСКОГО СОЮЗА ТОВАРИЩУ ИОСИФУ ВИССАРИОНОВИЧУ СТАЛИНУ 
Дорогой Иосиф Виссарионович! 
Выражаем глубокую признательность за присуждение нам премии Вашего имени, за Вашу отеческую заботу о конструкторах. Желание у нас одно — оправдать доверие. Весь коллектив ЦАКБ упорно работает над улучшением артиллерии в бою и готов по первому Вашему требованию создать любую артиллерийскую систему, которая пополнит славные ряды грозной сталинской артиллерии, громящие заклятого врага. Этому отдадим наши знания, наш опыт, наши силы. Для усиления мощи нашей доблестной Красной Армии полностью вносим полученную нами премию на строительство сталинской артиллерии. 
Желаем Вам, Иосиф Виссарионович, много лет здоровья и сил на радость трудящихся и на страх врагам. 
Лауреаты Сталинской премии ЦАКБ: В. ГРАБИН, И. ИВАНОВ Д. ШЕФФЕР, П. НАЗАРОВ, М. РОЗЕНБЕРГ, К. РЕННЕ, П. МУРАВЬЁВ, Е. СИНИЛЬЩИКОВ, В. МЕЩАНИНОВ
Примите мой привет и благодарность Красной Армии, товарищи Грабин, Иванов, Шеффер, Назаров, Розенберг, Ренне, Муравьёв, Синильщиков, Мещанинов, за вашу заботу об артиллерии Красной Армии. 
И. СТАЛИН 
Газета «Известия», 1 апреля 1943 года 
С апреля 1944 г. возглавил филиал ЦАКБ в Ленинграде, который в марте 1945 г. был реорганизован в самостоятельное Морское артиллерийское центральное конструкторское бюро. В марте 1945 — августе 1959 — начальник и главный конструктор Морского артиллерийского центрального конструкторского бюро (в дальнейшем — ЦКБ-34 министерства оборонной промышленности, Конструкторское бюро специального машиностроения) в Ленинграде. Одновременно по совместительству в ноябре 1946 — ноябре 1950 — член Президиума ААН и с 1945 — заведующий кафедрой Ленинградского военно-механического института. Член ВКП(б) с 1946 года. Депутат Верховного совета РСФСР 2-го созыва. С декабря 1958 г. — в запасе. В августе 1959 — апреле 1967 г. — заведующий кафедрой № 14 Ленинградского механического института.
Крупный конструктор и ученый в области артиллерийского вооружения. С 1934 г. возглавил коллектив конструкторов корабельных артиллерийских систем среднего калибра (100-130-мм). В 1936 г. защитил диссертацию на ученое звание доцента по теме: «Накат в артиллерийских системах и методы расчета торможения наката». Внес большой вклад в создание универсальной артустановки (АУ) Б-34 для легких крейсеров типов «Киров» и «М. Горький», башенной АУ Б-28 для речных МН (мониторов) типа «Хасан». Под его руководством созданы 100-мм корабельная зенитная пушка образца 1941 г., 130-мм двухорудийная башенная установка, а также ряд новых образцов артиллерийского вооружения, в том числе: 280-мм мортира (БР-5) образца 1939 г., 210-мм пушка (БР-17) образца 1939 г., 305-мм гаубица (БР-18) образца 1939	г. и другие.
Совместно Грабиным В. Г. участвовал в создании 76-мм и 85-мм танковых пушек. Под руководством Иванова были созданы новые образцы полевой артиллерии большой и особой мощности на гусеничном ходу и механической тяге. Провел большую работу по налаживанию артиллерийского производства на основе новой технологии детально разработанных чертежей, оснащенных допусками на размеры, указаниями чистоты обработки. Это позволило ввести строгую технологическую дисциплину, новое распределение обязанностей и ответственности между конструкторами, технологами и работниками цеха.
Под руководством Иванова создан ряд новых образцов артиллерийских систем для кораблей и береговой обороны ВМФ, в том числе 100-152-мм башенные артиллерийские установки для легких крейсеров типов «Чапаев» и «Свердлов», эсминцев типов «Неустрашимый» и «Спокойный», их командно-дальномерных постов, береговые 100-130-мм артиллерийские установки на механической тяге, начата разработка 100-305-мм башенных артиллерийских установок и 45-мм автоматов для строившихся и намеченных к строительству кораблей, 152-мм береговых подвижных артиллерийских установок. С середины 50-х годов коллектив ЦКБ-34 под руководством Иванова занимался разработкой пусковых установок подводных и надводных кораблей для комплексов ракетного оружия ВМФ (баллистических, крылатых и зенитных ракет), определивших создание океанского ракетно-ядерного флота страны.
Умер 2 мая 1967 года. Похоронен в Ленинграде на Богословском кладбище.

Могила Иванова на Богословском кладбище Санкт-Петербурга.

## Награды и звания
- Генерал-лейтенант инженерно-артиллерийской службы (1942);,
- Заслуженный деятель науки и техники РСФСР (1957);
- Доктор технических наук (1941);
- профессор (1939);
- действительный член Академии артиллерийских наук (1946);
- Герой Социалистического Труда (28.10.1940, медаль № 10);
- Сталинская премия первой степени (1943 — за разработку новых образцов артиллерийского вооружения);
- Сталинская премия первой степени (1946 — за создание нового образца танковой пушки);[3]
- четыре ордена Ленина (8.02.1939, 28.10.1940, 5.08.1944, 21.02.1945[4]);
- орден Кутузова 2-й степени (18.11.1944)[5];
- два орденами Красного Знамени (03.11.1944[4], 20.06.1949[4]);
- орденом Отечественной войны I степени (16.09.1945);
- орден Трудового Красного Знамени (28.07.1947);
- орден Красной Звезды (03.06.1942);
- медаль «XX лет Рабоче-Крестьянской Красной Армии» (1938).

## Память
- На территории ЦКБ-34 ему в 1985 году был установлен памятник.

## Труды
- Основы расчета и проектирования лафетов. М.-Л.: Госмашметиздат, 1933. 219 с.;
- Основания проектирования материальной части артиллерии. Часть 1-я. Внутренняя баллистика. Л., Арт. академия, 1938. 119 с.;
- Накат в артиллерийских системах и методы расчета торможения наката. Б.м., 1940. 129 с.;
- Повышение живучести артиллерийских стволов путем применения глубокой нарезки переменной глубины и соответствующих устройств снаряда: Сборник докладов ААН. 1952. Выпуск XI. С. 232—240 (соавтор Львов И. Н.)